# Holomelaena icelomorpha
Holomelaena icelomorpha là một loài bướm đêm trong họ Noctuidae.